# Руст (Бургенланд)
Руст (нім. Rust) — місто земельного підпорядкування в Австрії, у федеральній землі Бургенланд.
Населення становить 1921 чоловік (станом на 1 січня 2018 року). Є найменшим за населенням містом земельного підпорядкування (статутарним містом) Австрії. 
Займає площу 20,01 км².

## Політична ситуація
Бургомістр комуни — Гаральд Вайс (СДПА) за результатами виборів 2007 року.
Рада представників комуни (нім. Gemeinderat) складається з 19 місць.
- СДПА займає 10 місць.
- АНП займає 8 місць.
- АПС займає 1 місце.

## Населення
Населення штатутарштадта Руст за роками за даними статистичного бюро Австрії

## Інше
В книзі Ільми Ракузи «Море моря» авторка згадує: «Руст — не село, 1681 року Руст було проголошено вільним містом Угорського королівства, він і сьогодні називає себе вільним містом. Проте будинки рівнинно щулилися. Немов не мали наміру протистояти вітрам».

## Виноски
- Офіційна сторінка [Архівовано 23 червня 2011 у Wayback Machine.](нім.)